# Tomatito
Tomatito es el nombre artístico de José Fernández Torres (n. Almería, 20 de agosto de 1958), guitarrista flamenco gitano nacido en Almería en 1958, en el barrio de Pescadería.
Desde niño escuchó el toque de su padre, también llamado Tomate, y el de su abuelo, Miguel Tomate. Es sobrino del legendario tocaor Niño Miguel.

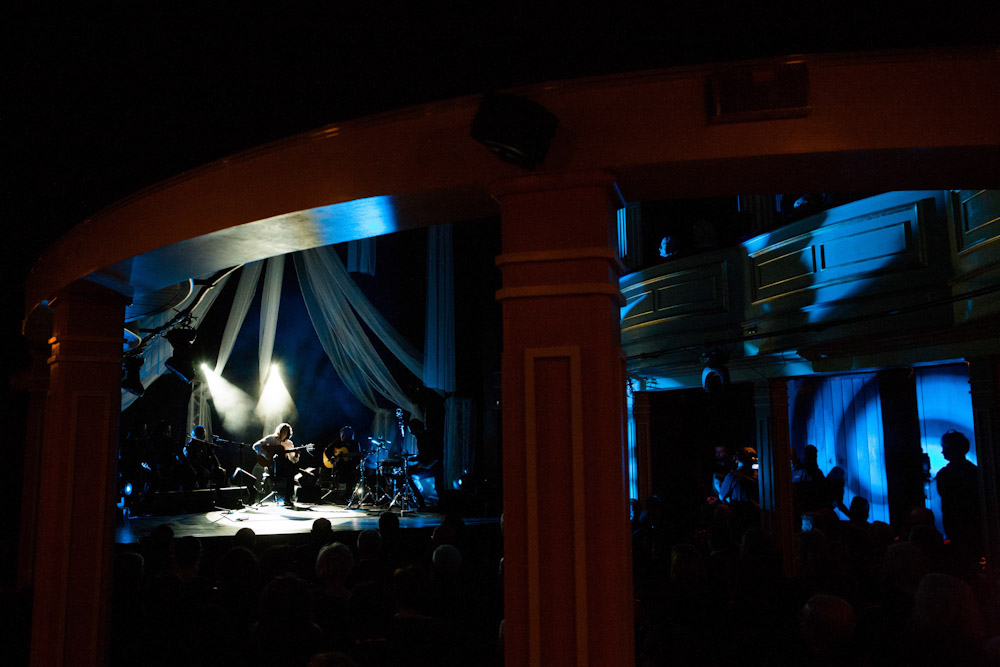
Tomatito en un concierto en Lublin (Polonia), 2012.

## Carrera artística

### 1970 — 1989
En 1970 cambió su residencia almeriense por la ciudad de Málaga, donde empieza su carrera musical, actuando en tablaos como la Taberna Gitana, donde conoció a Camarón de la Isla.
Empezó participando en los festivales flamencos andaluces. Poco a poco adquiere fama y prestigio al acompañar, desde muy joven, a cantaores como Enrique Morente, La Susi, José Menese, Pansequito, etc. Sin duda, lo más destacable dentro de su carrera es que Tomatito acompañó a Camarón de la Isla durante los últimos 18 años de su vida.
A su lado grabó una serie de discos, formando dúo en los festivales y recitales flamencos de España y en actuaciones internacionales en Montreux y Nueva York. La Leyenda del Tiempo es el primero de una serie de grabaciones en los que el toque de Tomatito apoya la voz de Camarón. En Como el Agua comparte por primera vez con Paco de Lucía el toque de la guitarra.
Entre sus primeras actuaciones como solista, participó en el certamen El Giraldillo del Toque de la III Bienal de Arte Flamenco de la Ciudad de Sevilla (1984), así como en Madrid durante los festivales de la Cumbre Flamenca en el Teatro Alcalá Palace (1985), V Festival de Jazz de Madrid (1986) y Veranos de la Villa (1991).
Desde muy joven estuvo ligado a la Peña Flamenca El Taranto de Almería, donde ha acompañado a muchos cantaores. Dicha peña flamenca le concedió el Taranto de Oro en 1985 y el Premio Lucas López en 1988.

### 1993 — 1998
Tras la muerte de Camarón, Tomatito comenzó una carrera como guitarrista de concierto a partir de su participación en el I Festival Flamenco de Madrid en enero de 1993.  Ha actuado en el Auditorio Nacional de Música de Madrid, Palacio de la Música Catalana de Barcelona, Palacio de la Música de Valencia, Palacio de Exposiciones y Congresos de Granada y Universidad Complutense de Madrid.
Ha participado en numerosos Festivales Flamencos y distintos eventos musicales en España, principalmente como solista, como en el Festival de la Guitarra de Córdoba. Por el extranjero, ha participado en el Festival Internacional de Música de Estambul, el VI Festival Internacional de Guitarra de Lyon, además de realizar varias giras por Japón, Suiza, Francia y Alemania. Ha actuado junto a Frank Sinatra y Elton John en sus conciertos en España. Por otra parte ha colaborado con artistas nacionales de música pop como Mecano y cantautores como Carlos Cano.
Su primera grabación como solista fue Rosas del Amor en 1987. Grabó nuevamente en solitario con Barrio Negro en 1991. En este último disco también participó Camarón, quien canta los tangos La Voz del Tiempo. Durante 1996 y 1997 Tomatito presentó Guitarra Gitana en la Plaza de Cataluña y en el Auditorio de Palma de Mallorca, entre otros. Colaboró en un disco titulado Palabra de Guitarra Latina, con Joan Bibiloni y Larry Coryell, entre otros. Grabó la versión castellana del tema Woman con Neneh Cherry e intervino en la película de Taylor Hackford, The Devil's Advocate, con el actor Al Pacino. En 1997 recibió la Medalla de Plata de Andalucía.
En 1997 realizó su primera composición para Teatro, la obra Madre Caballo de Antonio Onetti, producida por el CAT y dirigida por Emilio Hernández. Onetti señaló: "siempre vi la obra con esta música", y la actriz principal de la obra, Terele Pávez, afirmó: "Cuando apareces en el escenario esa guitarra te revuelve. Te levanta el personaje. Todos los actores nos sentimos sobrecogidos con ella..." En el mismo año Tomatito empezó su colaboración con el pianista Michel Camilo, quien llevó su espectáculo al Festival de Jazz de Barcelona, y en 1998 al Palacio de la Música de Valencia, el Gran Teatro de Córdoba y el Festival Sardinia Jazz.
En 1998 compuso la música para la banda sonora de la película Bin Ich schön?, de la directora alemana Doris Dörrie, y actuó en el festival Espárrago Rock 98 en Granada. En otoño realizó una gira europea e intervino en los eventos Festival de Mont-de-Marsan, Festival Flamenco de Tampere, IX Nuits de la Guitare de Patrimonio y Sardinia Jazz, donde también participaron John McLaughlin, Irakere, Chick Corea entre otros. En septiembre presentó Tomate & Friends en la X Bienal de Arte Flamenco de Sevilla, que fue uno de los espectáculos con más éxito de la edición.

### 1999 — 2003
Durante 1999 intervino en el II Festival Internacional de Guitarra en Polonia. Tras esta actuación realizó giras en Cuba, Alemania, Francia e Italia. Tuvo una estancia con Michel Camilo en los Club de Jazz Blue Note de Tokio y Osaka, y ofreció un concierto en el Festival de Jazz de Basilea. En el año 2000 realizó una gira europea con Arif Sağ. En verano de ese año, Tomatito publicó un CD junto a Michel Camilo, titulado Spain. El disco ganó el Grammy Latino al mejor Disco de Jazz Latino. Spain se presentó en el Carnegie Hall, dentro del JVC Jazz Festival y en los clubs de jazz Blue Note de Nueva York, Tokio y Osaka.
Tomatito ganó otro Grammy al mejor disco de flamenco por su acompañamiento a Camarón de la Isla en París 1987. Realizó el concierto Bajandí, estrenado en la XI Bienal de Arte Flamenco. Terminó el año con actuaciones en Río de Janeiro, Nimes y Santo Domingo.
En febrero de 2001, recibió el premio César como coautor de la banda sonora del film Vengo, dirigido por Tony Gatlif. Una semana después, fue nominado para los Premios de la Música 2000.
Realizó la gira de presentación del álbum Paseo de los Castaños. En este CD colabora George Benson, además de las hijas de Tomatito. Participó a continuación en los festivales de Jazz de Montreal, La Haya (North Sea Jazz), Montreux y Umbría, en donde presentó Spain. La firma JVC lo escogió para protagonizar su campaña de publicidad nacional.
Actuó en los Festivales In Guitar y La Batie de Genève en septiembre del 2001 y en Biarritz antes de Navidad. Inició 2002 con una actuación en el Palacio de Bellas Artes de Bruselas. Compuso la música para Salomé, un montaje dirigido por Carlos Saura para el Ballet Nacional, con Aída Gómez.
Clausuró el Em Bebbi sy Jazz (Festival Internacional de Jazz de Basilea) (Suiza) y el verano siguiente realizó una gira junto a Raimundo Amador. Actuó en Tánger, en Nuits de la Mediterranée y en Marsella para la Fiesta des Suds.
Junto al guitarrista clásico Carles Trepat hizo incursión en la música de Astor Piazzolla, espectáculo que estrenó en la XII Bienal de Flamenco en el Teatro de la Maestranza y presentó en el Festival de la Guitarra de Barcelona y el Palacio de la Música Catalana.
En 2003 compuso la música para la obra Romeo y Julieta, del director Emilio Hernández, del Centro Andaluz de Teatro. En una mini-gira por Estados Unidos actuó en el Lisner Auditórium y el Town Hall Theatre. Actuó con el espectáculo Tomatito Por Piazzola en el New National Theatre de Tokio. Igualmente participó en el Festival de Jazz de Sète y Festival de la Guitare, ambos en Francia.
A principios de octubre de 2003, Tomatito fue el primer solista de guitarra flamenca que actuó en el Royal Albert Hall, concierto al que acudieron casi 2000 espectadores del Reino Unido.

### 2004 — 2012
Colaboró en el disco Cositas Buenas de Paco de Lucía en unas bulerías dedicadas a Camarón de la Isla. Seguidamente estrenó un proyecto para Orquesta con Joan Albert Amargós que se estrenó en el Auditorio de Barcelona en junio de 2004, titulado Sonanta Suite. Esta obra también se presentó en el Festival Internacional de la Guitarra de Córdoba, Festival La Mar de Músicas, Cartagena y XIII Bienal de Flamenco de Sevilla.
Tomatito recibió el Premio Max de las Artes Escénicas como Mejor Director Musical por su composición para Romeo X Julieta.
En junio de 2004  publicó Aguadulce. Con este disco realizó conciertos en Japón, Glatt & Verkehrt Festival, Smetana Hall de Praga, Palais de Rois de Majorque, el National Concert Hall de Dublín, el Carrefour de la Guitare y el Festival des Andalousies Atlantiques en Marruecos. Así como el Festival de Guitarra de Barcelona y los V Juegos Mediterráneos, el Museo de Arte Moderno Luisiana, North Sea Jazz Festival, Barbican Centre, Londres, Nuits de la Guitare de Patrimonio y el Rivierenhof de Amberes.
En 2006 grabó el disco Spain Again con Michel Camilo en Nueva York. Tras una actuación en el Palacio de la Música Catalana dentro del Festival Milleni, presentó Aguadulce en el Cirque D’Hiver, y posteriormente emprendió gira por Francia visitando Burdeos, Lyon y El Havre. Spain Again se publicó a mediados de mayo y el dúo actuó en el Festival Internacional De la Guitarra de Córdoba, el Festival La Mar de Músicas de Cartagena y El Grec de Barcelona.
Durante 2007, Tomatito actuó en Sons D’Hiver, Nice Jazz Festival, Rheinghau International Music Festival, Festival Río Loco, Toulouse y Festivale di Verdure en Palermo. Presentó el espectáculo Camaroneando en la Bienal de Flamenco de Málaga y en el ciclo flamenco catalán De Cajón, en homenaje a Camarón de la Isla.
En 2008, realizó una gira por EE. UU. Igualmente Tomatito presentó Sonanta Suite en el Teatro Nacional de Tokio y el Hong Kong Internacional Festival. Intervino en el Flamenco Festival Paris e inauguró el ciclo Confluences de la Guitare, Montpellier.
En 2009, Tomatito actuó con Enrique Morente en Festival Ciutat Vella y con Diego el Cigala en Veranos de la Villa, Festival de Perelada y Festival Suma Flamenca. Con Michel Camilo dio conciertos en Japón con Spain Again. También actuó en Abu Dabi, en el Al Dhafra Auditorium, y en el Festival de la Luna Mora.
En mayo de 2010 se publicó Sonanta Suite, con la Orquesta Nacional de España dirigida por Mº. Josep Pons y bajo el sello Deutsche Grammophon. Presentó la obra en el Koln Philharmonie, Festspielehaus Baden Baden, Moscow International House of Music, Festival de Verano de Dubrovnik y Bulgaria Concert Hall. La Cátedra de Flamencología de Jerez le dio a Tomatito el Premio Nacional de Guitarra, en reconocimiento a su trayectoria.
En 2011 realizó dos conciertos en Ámsterdam. Después Tomatito hizo una gira por Colombia y Ecuador. Grabó con el cantante latino Romeo Santos en Nueva York, por invitación del intérprete.
A inicios de 2012, Tomatito presentó un homenaje a Camarón en el Festival de Nimes y ofreció su primera clase magistral en Holanda. Actuó en el Teatro Carré, viajó a Polonia, donde actuó en Ethnojazz e inauguró el Teatre Stary, con un concierto que fue retransmitido por la Televisión Nacional Polaca. Tomatito Sexteto encabezó el Festival Jazzahead, en Bremen, y ofreció conciertos en Suiza y Bélgica. Igualmente realizó una serie de conciertos con Omar Farouk. Tomatito clausuró el Festival de la Guitarra Ciudad de Coria y dirigió un Homenaje a Camarón de la Isla en la Bienal de Flamenco de Sevilla con motivo del vigésimo aniversario de la desaparición del cantador.
En noviembre de 2012 dio conciertos junto a Michel Camilo en Israel y Japón. Con Tomatito Sexteto actuó en Argentina y Uruguay. En 2013 publicó Soy Flamenco y realizó presentaciones en Luxemburgo, Viena, Dortmund, Múnich, Europa del Este, Grecia y Turquía.

### 2013 —

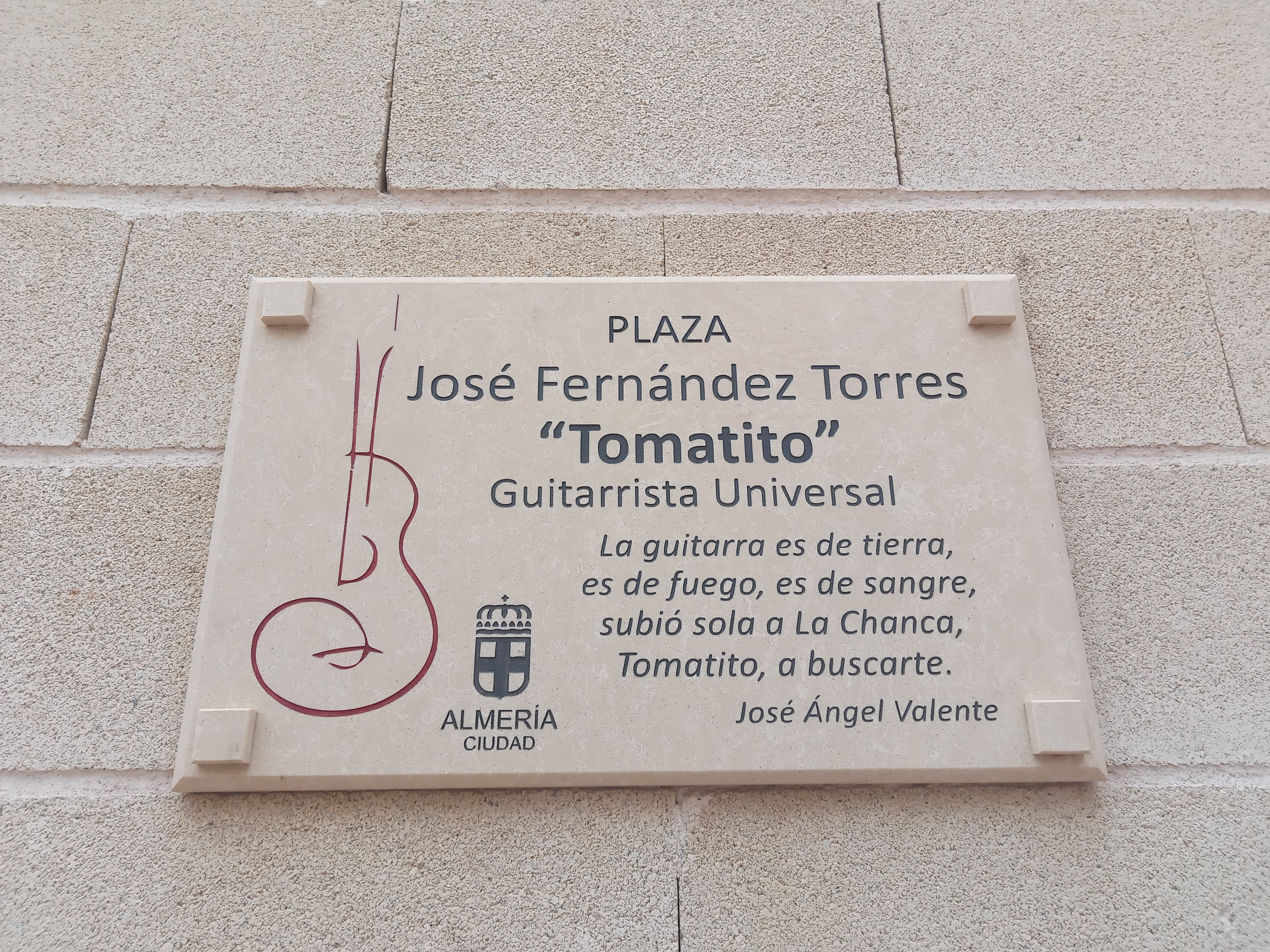
Placa en honor a Tomatito

El 18 de noviembre de 2013 fue condecorado con la Medalla de la Cultura, en su modalidad Música, que concede la Comunidad de Madrid. En  julio de 2016 realizó un taller de guitarra flamenca en colaboración con la Universidad de Almería y la Peña El Taranto en el Museo de la Guitarra Antonio de Torres. El 22 de julio de 2016 realizó un recital en el Mesón Gitano junto al cante de José Mercé y al baile de Eva La Yerbabuena.
A principio de febrero del 2018, recibe en Málaga, de manos del rey Felipe VI  de España, la Medalla de oro al mérito de las Bellas Artes.
En 2018, el Ayuntamiento de Almería nombra una plaza en su honor en un homenaje donde acudieron políticos y diversas personalidades de la cultura como José Mercé.
En 2019 recibe el premio Flamenco Radio de Canal Sur | Radio y Televisión RTVA

## Discografía
- Rosas del amor (1987)
- Barrio negro (1991)
- Guitarra gitana (1996)
- Paseo de los castaños (2001)
- Aguadulce (2004)
- Anthology 1998-2008 (2008)
- Sonanta Suite (2010),[9] con la Orquesta Nacional de España.
- Soy Flamenco (2013)
- Concierto de Aranjuez (2019)

### Colaboraciones
- Sacromonte (1982), con Enrique Morente.
- Pessoa Flamenco (1986), con Vicente Soto "Sordera".
- Cuando canta el pasado (1987), con Vicente Soto "Sordera".
- Por la cara (1988), con Mecano.
- Suenan las campanas (1991), con Pansequito.
- Duquende y la guitarra de Tomatito (1993), con Duquende.
- Gitana de Portugal (1994), con El Kalifa.
- Spain (2000), con Michel Camilo.
- El guitarrazo (2001), con Luis Salinas y Lucho González
- Como los gitanos eramos (2002), con Pansequito.
- Spain Again (2006), con Michel Camilo.
- Mi Santa (2012), con Romeo Santos.
- Camarón de la Isla
- De Verdad (2018), con José Mercé
- Tengo cosas que contarte (2022)[10], con José Mercé y Mala Rodríguez